# Eugene Lee-Hamilton
Eugene Lee-Hamilton (6. ledna 1845 Londýn – 9. září 1907 Bagni di Lucca, Itálie) byl anglický pozdně viktoriánský básník. Jeho dílo zahrnuje mj. pozoruhodné sonety velmi temné obraznosti, jež vznikly v období, kdy byl postižen paralýzou. Většinu svého dospělého života trpěl fyzickými i psychickými hendikepy. Jeho jméno nese literární cena, udílená Oriel College na Oxfordské univerzitě, kde studoval. Cena E. Lee-Hamiltona za nejlepší klasický sonet je udělována studentům Oxfordu a Cambridgeské univerzity dodnes.

## Život
Eugene Lee-Hamilton se narodil v Londýně 6. ledna 1845; jeho rodiči byli James Lee-Hamilton (zemřel 1852) a Matilda Abadamová (1815–1896), dcera Edwarda Hamlyna Adamse.
Školní docházku absolvoval ve Francii a Německu. V roce 1864 začal studovat na univerzitě v Oxfordu. Roku 1869 vstoupil do britských diplomatických služeb. Nejprve byl přidělen na velvyslanectví v Paříži, k čemuž měl díky svým raným francouzským zkušenostem a plynné francouzštině výborné předpoklady. Po vypuknutí prusko-francouzské války byl přímým svědkem událostí obléhání Paříže a Pařížské komuny. V roce 1871 se zúčastnil alabamské arbitráže v Ženevě. Následně byl jmenován tajemníkem britského vyslanectví v Lisabonu. Své diplomatické kariéry se musel vzdát v roce 1873, kdy byl postižen náhlou paralýzou, přestal se pohybovat a trpěl velkými bolestmi. Vyjádřil to v jednom ze svých sonetů:
"Mám zůstat po zbytek života položen v hrobě, / Zatímco ostatní chodí a běhají, tančí a skáčou."
Aby utišil trýzeň vyplývající ze své nemoci, začal psát verše. Veškerá jeho poezie z této doby byla složena bez pomoci pera a papíru. Zaznamenávala se diktováním. Byl ošetřován svou matkou a sporadicky i nevlastní sestrou, spisovatelkou Violet Pagetovou, známou pod svým literárním pseudonymem Vernon Lee. Během své nemoci žil se svou matkou a nevlastním otcem v italské Florencii. V roce 1896 matka zemřela a téhož roku se básníkův stav, po více než dvaceti letech nehybnosti, radikálně zlepšil. Mohl se znovu pohybovat a brzy poté se oženil se spisovatelkou Annie E. Holdsworthovou. V roce 1898 se manželům narodila dcera Persis. Jako pětiletá zemřela v roce 1903 na meningitidu. Toto své další životní trauma zachytil Lee-Hamilton v knize Mimma Bella.

## Básnické dílo
Hamiltonovy první básně byly publikovány v roce 1878 a nevyvolaly větší ohlas; teprve vydáním sbírky Nová Medúza se jeho poezii začal přikládat význam. Následovala v roce 1885 sbírka s názvem Apollo a Marsyas a další s názvem Imaginární sonety vyšla na podzim roku 1888. Imaginární sonety promlouvají na malé ploše sonetu v první osobě (která není autorskou ich-formou, ale jakýmsi dramatickým monologem), v konkrétním dramatickém prostoru a čase, v extatické zkratce, přímou řečí historické, případně imaginární postavy. Sonet se Lee-Hamiltonovi stal, jako mnohým dalším viktoriánským básníkům, základní formou jeho poezie. Dosáhl v ní neobyčejného mistrovství. Byl v tom sice ovlivněn Robertem Browningem či Gerardem Manleyem Hopkinsem, jeho sonety ale mají pozoruhodně originální a košatou metaforičnost. Některé motivy se v ní neustále vracejí: topení se ve vodě, pohřbení, spoutání, konflikt mezi tělem a duchem, temné ženské archetypy (jako gorgona) či archetypy mužské (šílenec či vraždící milenec). Ale už v básních sbírky Nová Medúza (1882) jsou dramatické monology, které reflektují temné stránky lidské osobnosti: převládá chtíč, žárlivost a strach.
Lee-Hamiltonovo dílo získalo na počátku 20. století, zejména v anglo-americkém kontextu, okolnostmi svého vzniku i originální temnou obrazností věhlas téměř kultovní povahy. Tento zájem přetrvává dodnes. Dokladem je mj. i to, že je pravidelně znovu vydáváno. V českém kontextu Lee-Hamilton příliš znám není, stejně jako někteří další viktoriánští básníci. Jediný překladatelský ediční počin byl vydán rok po básníkově smrti v pražském nakladatelství Jana Otty v edici Světová knihovna v dobově příznačném překladu Antonína Klášterského.

## První vydání sbírek
- Poems and Transcripts (Básně a přepisy), Londýn: William Blackwood, 1878.
- Gods, Saints and Men (Bohové, světci a lidé), Londýn: W Satchell & Co, 1880). Dostupné on-line
- The New Medusa (Nová Medúza), Londýn: Eliot Stock, 1882. Dostupné on-line
- Apollo and Marsyas, Londýn: Eliot Stock, 1884.
- Imaginary Sonnets (Imaginární sonety), Londýn: Elliot Stock, 1888. Dostupné on-line
- The Fountain of Youth (Pramen mládí), Londýn: Eliot Stock, 1891.
- Sonnets of the Wingless Hours (Sonety bezkřídlých hodin), Londýn: Eliot Stock, 1894. Dostupné on-line
- The Inferno of Dante (Dantovo Peklo, jako překladatel), Londýn: Grant Richards, 1898.
- Forrest Notes (spolu s manželkou), Londýn: Grant Richards, 1899.
- The Lord of the Dark Red Star (Pán temné rudé hvězdy), Londýn: The Walter Scott Publishing Co., 1903.
- The Romance of the Fountain (Romance u studánky), Londýn: T Fisher Unwin, 1905.
- Mimma Bella, Londýn: Heinemann, 1908. Dostupné on-line

## V češtině
- Eugene Lee-Hamilton, Sonety imaginární a Sonety bezkřídlých hodin, 1908, Praha: Jan Otto, Světová knihovna č. 660-661. Přeložil Antonín Klášterský. Dostupné on-line

## Základní bibliografie
- Dramatic Sonnets, Poems and Ballads: Selections from and Poems of Eugene Lee-Hamilton (Dramatické sonety, básně a balady: Výběr z básní Eugena Lee-Hamiltona), Londýn: The Walter Scott Publishing Co., 1903.
- MacDonald P. Jackson, ed., Selected Poems of Eugene Lee-Hamilton (1845–1907): A Victorian Craftsman Rediscovered, New York: The Edwin Mellen Press, 2002.